# Вакулинці (станція)
Ваку́линці — проміжна залізнична станція 4-го класу Полтавської дирекції Південної залізниці, вузол трьох напрямків (на Полтаву-Південну, Люботин та Полтаву-Київську). Розташована за 5 км від станції Полтава-Південна, у Подільському районі міста Полтави.

## Історія
Відкрита первинно у 1964 році, як обгінний пункт. Імовірно, тоді ж була побудована колія, яка сполучила Полтава-Південну з Полтавою-Київською.
20 вересня 1965 року станція перепідпорядкована від Сумської дирекції до Полтавської дирекції. У тому ж році станцію очолив Тітов Володимир Васильович, який 25 років очолював колектив станції, а згодом ще декілька років працював черговим. У 1987 році під його керівництвом введена в експлуатацію нова триповерхова будівля посту ЕЦ. У 1990 році начальником станції була призначена Матвєєва Антоніна Йосипівна. Завдяки її зусиллям станції присвоїли 4-й клас. У 1995—2002 роках  станція перебула у підпорядкуванні станції Полтава-Південна, ставши її Північним парком.
У 2002 році проведені роботи щодо підготовки колійного й станційного господарства, пристроїв СЦБ і зв'язку до пропуску регіонального швидкісного поїзду «Столичний експрес» сполученням Харків — Київ. У 2003 році електрифікована змінним струмом (~25 кВ) дільниця Полтава-Київська — Вакулинці, встановлені опори між станцією Вакулинці та зупинним пунктом Дублянщина та колишнім колійним постом 335 км. У грудні 2004 року завершена електрифікація дільниці Вакулинці — Божків. На станції Вакулинці змонтовано нове обладнання посту ЕЦ, реконструйовані посадкові пасажирські платформи. Після ремонтних робіт, виконаних спеціалістами КМС-213 і ПЧ-11, відкрита приймально-відправну колію № 6 для руху вантажних поїздів. У 2008 році відкрита колія № 8. Крім того, модернізовано приміщення посту ЕЦ, де встановлена система АРМ ДСПП. У серпні 2008 року електрифіковані головна (у напрямку Харкова) та обхідні колії перегону Полтава-Південна — Вакулинці.
З 22 листопада до 3 грудня 2018 року здійснена реконструкція парної горловини станції Вакулинці з боку роз'їзду Кривохатки — основного ходу, яким швидкісні поїзди прямують з Києва у напрямку Харкова. Регулярний рух поїздів, включно з експресами «Інтерсіті+», став причиною тривалого узгодження вікон з усіма задіяними службами та цілодобової роботи колійників, електромеханіків СЦБ та енергетиків. Парна вхідна горловина станції Вакулинці — є розгалуженням, де до  головного ходу з Полтави-Київської до Харкова, прилучається гілка на Полтаву-Південну. Через криву дільницю колії швидкість руху поїздів за напрямком Київ — Харків на цій дільниці тоді не перевищувала 40 км/год. Цього було недостатньо для ефективної організації швидкісного руху, тож головним завданням реконструкції було підвищення швидкості та безпеки руху, в ході якої залізничники переуклали два вхідні стрілочні переводи N52 та N54 та привели їх у відповідність з технічними умовами, були перенесені на нові ординати зі зміщенням до 30 метрів, спрямили три криві, переставили два сигнали та уклали нові кабелі. Завдяки реконструкції максимальна швидкість прямування пасажирських поїздів на цій дільниці зросла вдвічі й сягає 80 км/год.

## Інфраструктура
На станції — дві головні, 6 бокових і кілька тупикових колій. Перегін до станції Свинківка — двоколійний. Перегін до станції Полтава-Південна — триколійний (головна харківська, головна ромоданівська і обвідна колії). Остання призначена виключно для пропуску вантажних поїздів. Перегін до роз'їзду Кривохатки — одноколійний. Усі перегони електрифіковані, обладнані двостороннім автоблокуванням. До станції примикають 5 під'їзних колій, куди доставляють будівельні матеріали: щебінь, цемент, пісок, металобрухт, а відправляють бішофіт.

## Пасажирське сполучення
На станції зупиняються приміські поїзди сполученням Полтава — Огульці і Полтава — Коломак. Для посадки/висадки пасажирів на приміські поїзди обладнані дві низькі пасажирські платформи. У межах станції знаходиться платформа Крутий Берег, на якій також зупиняються приміські поїзди сполученням Полтава — Гребінка та Полтава — Ромодан.

## Галерея

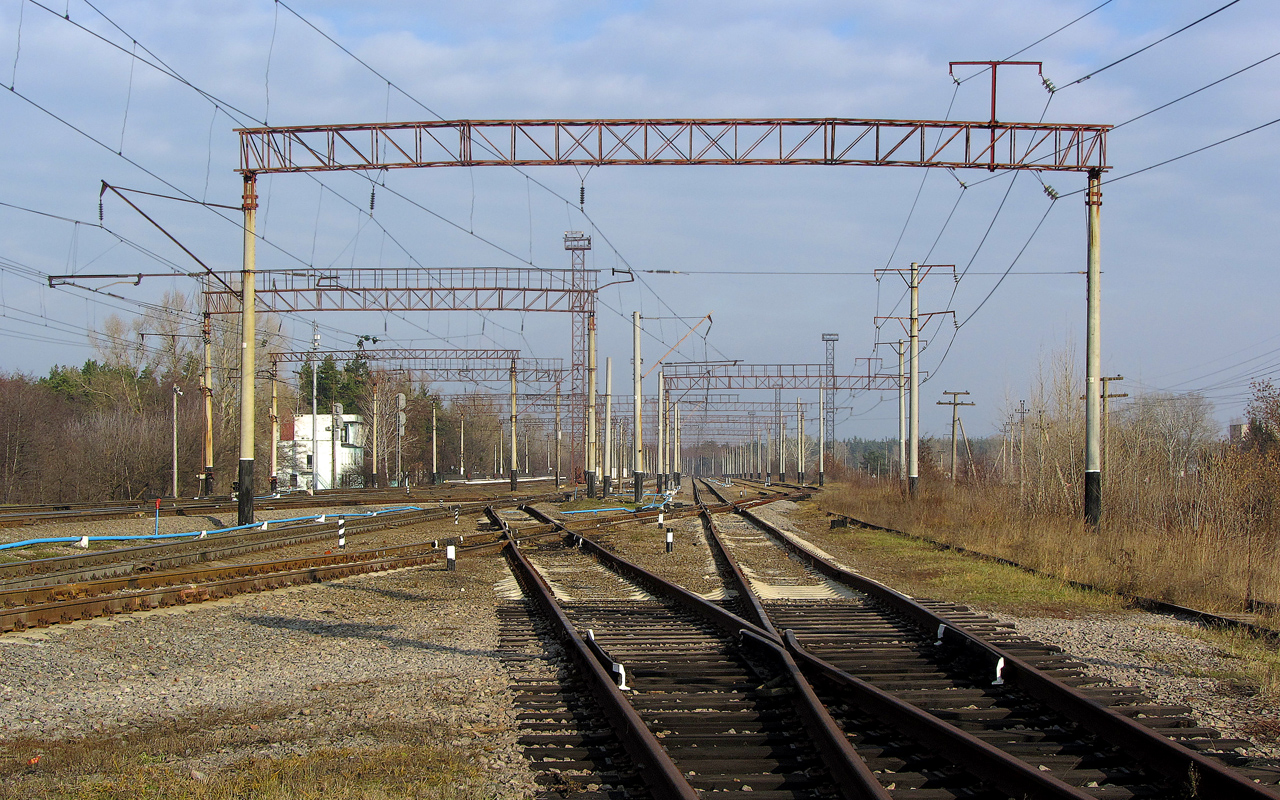
Вигляд у напрямку Люботина
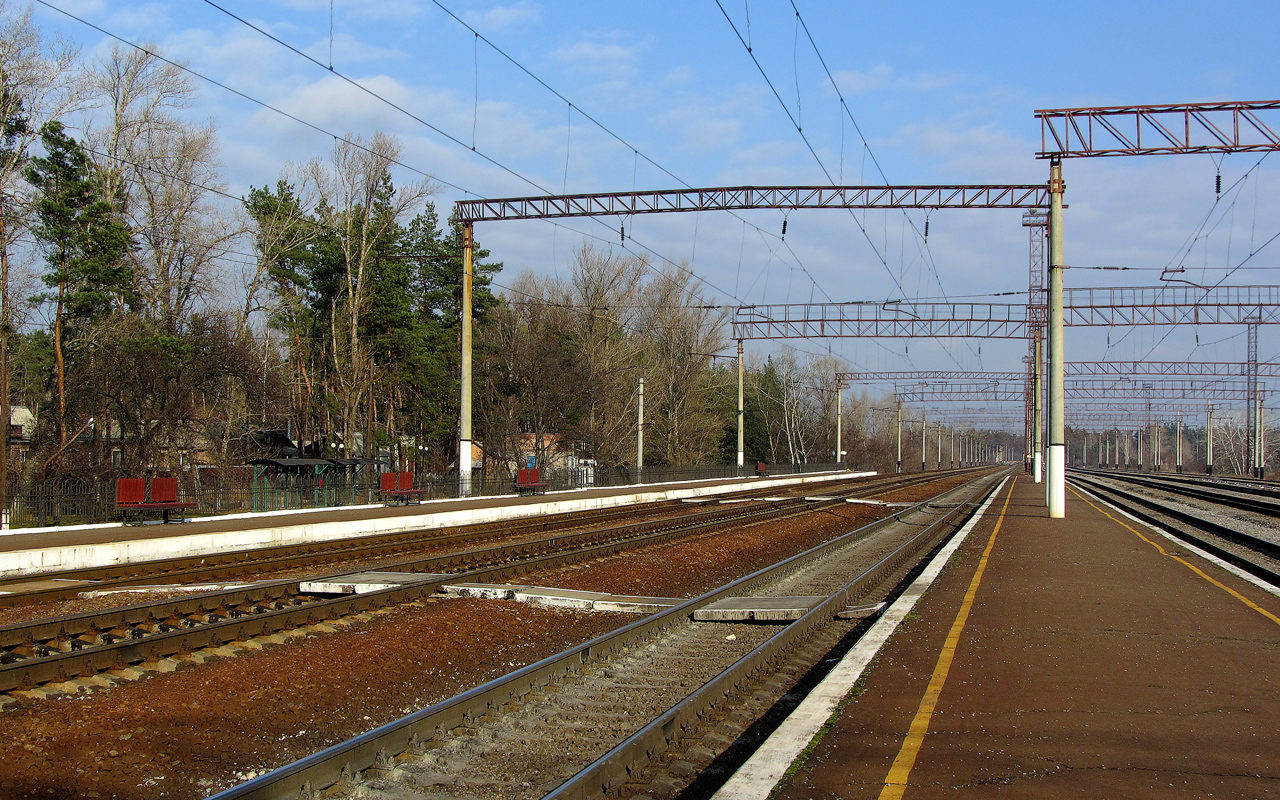
Вигляд у напрямку Люботина з пасажирської платформи
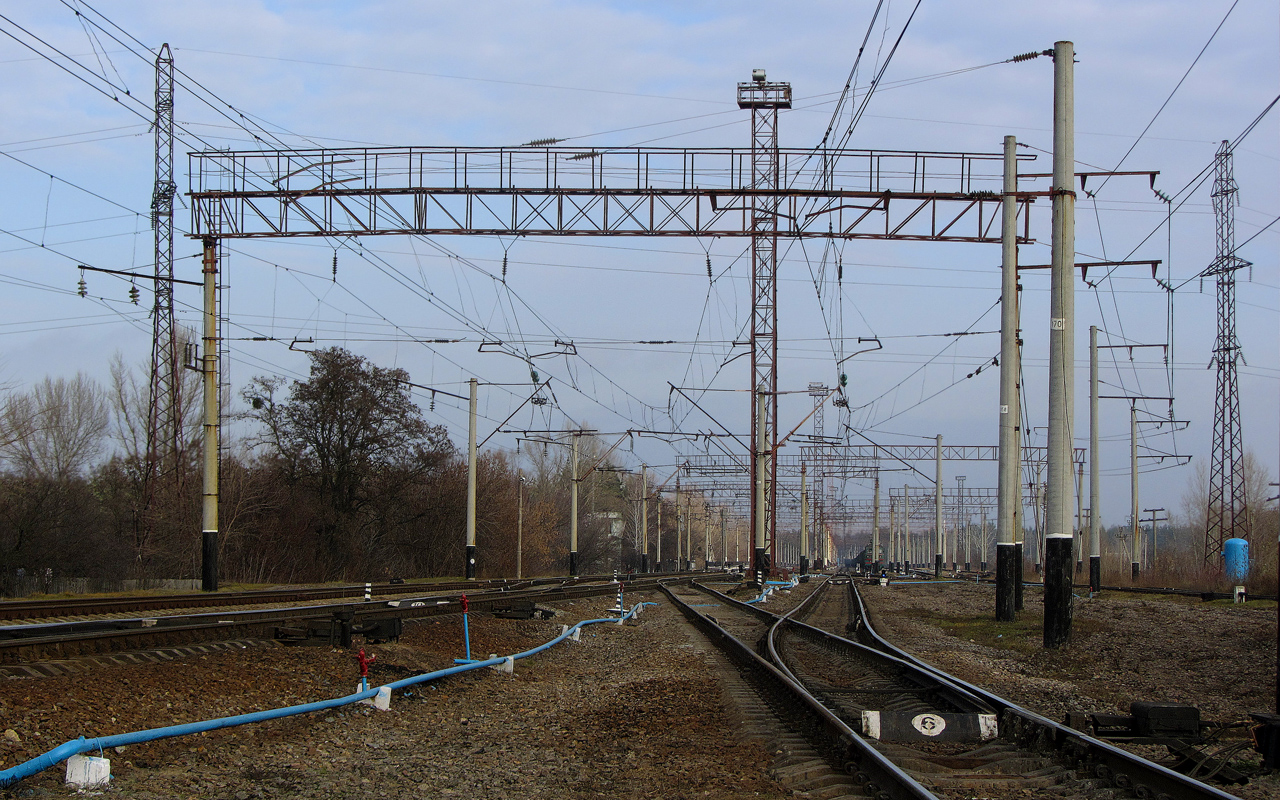
Вигляд у напрямку Люботина, парна горловина